# Wilhelm Cuno
Wilhelm Cuno (Suhl, 2 de julho 1876 — Aumühle, 3 de janeiro 1933) foi um empresário e político alemão que foi Chanceler da Alemanha de 1922 a 1923, por um total de 264 dias. Seu mandato incluiu o episódio conhecido como Ocupação do Ruhr pelas tropas francesas e belgas e o período em que a inflação na Alemanha se acelerou notavelmente, caminhando para a hiperinflação. Cuno também foi diretor geral da empresa de navegação Hapag.

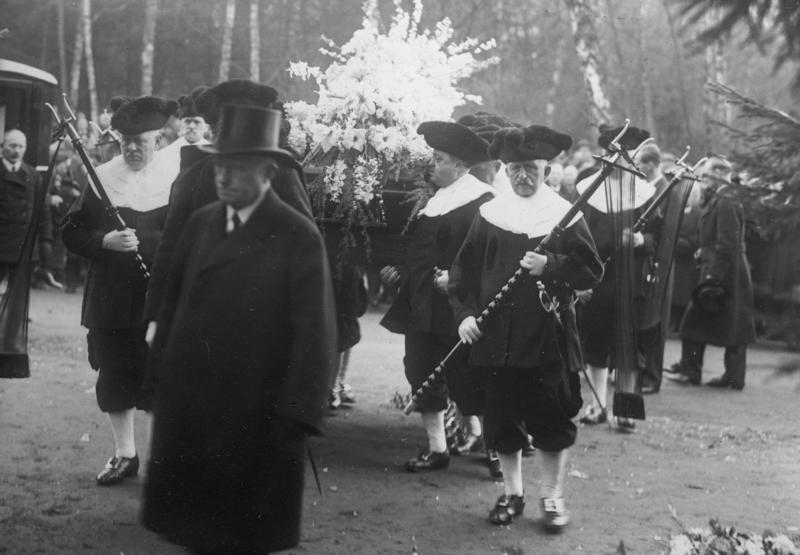
Cerimônia de sepultamento de Wilhelm Cuno no Cemitério de Ohlsdorf, em 10 de janeiro de 1933

## Início de carreira
Ele foi contratado pelo Reichsschatzamt (Tesouro) em 1907, inicialmente como Regierungsassessor. Cuno foi promovido em 1910 a Regierungsrat e em 1912 a Geheimer Regierungsrat. Suas tarefas envolviam principalmente preparar projetos de lei parlamentares e apresentá-los ao Reichstag.
Durante a Primeira Guerra Mundial, Cuno esteve envolvido na organização de suprimentos de alimentos para o exército alemão, primeiro dirigindo o Reichsgetreidestelle desde seu início até julho de 1916. Ele então foi nomeado para o Secretário de Estado (ou seja, Ministro) Batocki para ajudar a organizar o Kriegsernährungsamt (departamento de alimentos de guerra) No final de 1916, Cuno foi encarregado do Generalreferat (seção) sobre questões econômicas relacionadas à guerra no Tesouro.
A pedido de Albert Ballin, Cuno deixou o serviço público para ingressar na empresa de navegação Hapag como diretor em novembro de 1917. Após a morte de Ballin em novembro de 1918, Cuno foi promovido a diretor geral da Hapag em dezembro.
Como especialista econômico, Cuno participou das negociações do pós-guerra sobre o armistício, as reparações e os termos de paz e em outras conferências internacionais, incluindo a Conferência de Gênova, que deixou em protesto após a assinatura do Tratado de Rapallo com a União Soviética. Cuno foi também um importante negociador nas negociações entre os armadores alemães e o governo, a respeito da indenização dos navios mercantes entregues aos Aliados nos termos do tratado de paz (1920/21).
Em 1920, Cuno liderou a Hapag em uma aliança com a United American Lines, ajudando a restabelecer a Hapag como uma linha de passageiros. Ele também representou não oficialmente os interesses da política externa do Reich durante suas viagens ao exterior. Foi sepultado no Cemitério de Ohlsdorf.

## Chanceler

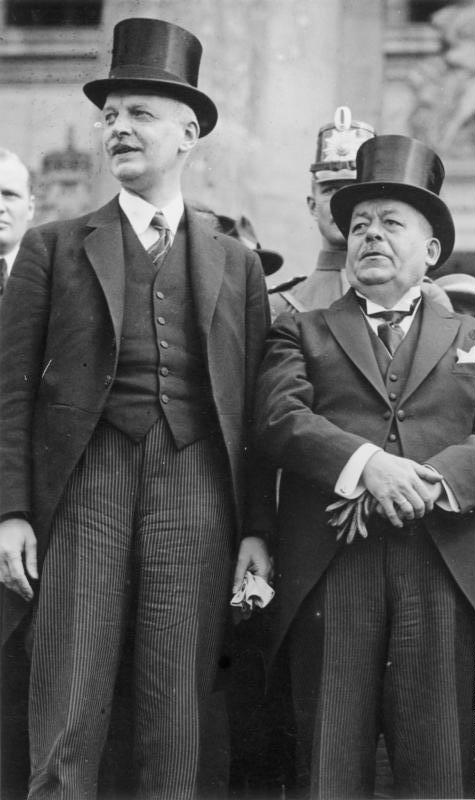
Cuno, à esquerda, com o presidente alemão Friedrich Ebert (1923)

Cuno rejeitou várias propostas para assumir o cargo de ministro das Relações Exteriores (outono 1922) ou ministro das finanças (após a renúncia de Matthias Erzberger em 1920), mas concordaram em formar um gabinete após a renúncia de Joseph Wirth. Cuno foi nomeado Reichskanzler em 22 de novembro de 1922, por decreto presidencial e sem votação no Reichstag. Ele foi o primeiro chanceler da República de Weimar que não era membro de um partido. Politicamente, ele estava muito longe do presidente, o social-democrata Friedrich Ebert, que o escolheu como chanceler. Cuno tinha uma posição um tanto indiferente em relação à república e seu sistema parlamentar. Cuno formou um governo maioritariamente composta por economistas sem partido e membros do Partido Popular Alemão, Partido Democrática Alemã, Partido do Centro Alemão e Partido da Baviera. O governo foi referido, alternativamente, como Geschäftsministerium, Regierung der Wirtschaft ou Kabinett der Persönlichkeiten, enfatizando que não era o resultado de uma coalizão explícita entre os partidos parlamentares.
Havia grandes esperanças de que este governo de especialistas, liderado por um homem com excelentes conexões no exterior, avançasse nas difíceis negociações com os Aliados. Eles ficaram, no entanto, desapontados. O plano de Cuno para resolver a questão das reparações e estabilizar o marco no mercado de câmbio foi rejeitado pelos Aliados a pedido do primeiro-ministro / ministro das Relações Exteriores da França, Poincaré. Quando a Alemanha ficou um pouco para trás em seus embarques de madeira e carvão (feitos como reparação em vez da falta de ouro), os franceses declararam que isso era uma violação deliberada dos acordos e em 11 de janeiro de 1923 ordenou que tropas ocupassem o Ruhr (mais tarde juntaram-se aos belgas). Este movimento, visto amplamente como ilegal mesmo fora da Alemanha, fez com que o governo de Cuno indignado pedisse resistência passiva: os embarques de reparação para a França e a Bélgica foram interrompidos, as minas foram instruídas a não fazer mais entregas a esses estados, funcionários públicos e pessoal do Reichsbahn foram instruídos a desobedecer às ordens das autoridades de ocupação.
A economia do Ruhr, o coração industrial da Alemanha, quase parou completamente. Os pagamentos de apoio financeiro pelo governo do Reich aos habitantes da zona ocupada afetada pelo fechamento de empresas, deportações e prisões rapidamente somaram grandes somas, financiadas principalmente pela impressão de dinheiro. Isso fez com que a inflação aumentasse rapidamente e o marco entrasse em queda livre.
As tentativas do governo de retomar as negociações sobre as reparações em maio e junho de 1923 fracassaram, pois Poincaré se recusou a negociar, a menos que a resistência passiva fosse encerrada primeiro. Uma onda de greves contra o governo começou em agosto de 1923. Em 12 de agosto de 1923, Cuno e seu gabinete renunciaram como resultado de um voto de não-confiança iniciado pelo SPD.